# KF Sopoti
KF Sopoti – albański klub piłkarski z siedzibą w Librazhd.

## Historia
Klubi Futbollistik Sopoti został założony w 1948 jako KS Albania Tabak Librazhd. Przez wiele lat klub występował w niższych klasach rozgrywkowych. W 1992 Sopoti po raz pierwszy awansowało do pierwszej ligi albańskiej. W rozgrywkach albańskiej ekstraklasy Sopoti występowało przez dwa sezony. Po rocznej przerwie klub powrócił do albańskiej ekstraklasy w 1995. Drugi pobyt w pierwszej lidze Sopoti trwał 3 sezony. Obecnie Sopoti występuje w Kategoria e Parë (II liga). 

## Sukcesy
- 5 sezonów w Kategoria Superiore: 1992-1994, 1995-1998.

## Sezony wKategoria Superiore
| Sezon   | Uzyskane Miejsce |
| ------- | ---------------- |
| 1992-93 | 12               |
| 1993-94 | 14 (spadek)      |
| 1995-96 | 8                |
| 1996-97 | 12               |
| 1997-98 | 17 (spadek)      |